# Avera (Georgia)
Avera – miasto w Stanach Zjednoczonych, w stanie Georgia, w hrabstwie Jefferson.